# Jakub Chlebowski
 (septembre 2020).
Jakub Chlebowski, né Jakub Frydman le 3 mai 1905 à Liwenhof dans l'Empire russe (actuellement Līvāni en Lettonie), mort le 25 janvier 1969 en Israël, était un médecin interniste polonais d'origine juive, scientifique, pédagogue, auteur, philanthrope, recteur et vice-recteur de l'Académie de médecine de Białystok. 

## Biographie
Diplômé de l'université de Wileński en 1929, il travaille à la clinique des maladies infectieuses à Wilno. Pendant la Seconde Guerre mondiale, il est arrêté par les Soviétiques et envoyé dans un camp de Sibérie, vivant dans la république des Komis et à Krasnodar. Il rentre en Pologne en 1945, avec la Première Armée de Pologne formée en URSS ; il change alors son nom de naissance de Frydman en Chlebowski.
Après la guerre, il travaille à la clinique des maladies infectieuses à Cracovie et à Łódź. Il est habilité en 1948 par l'Académie de médecine de Łódź. En 1954, il obtient le titre de professeur. À partir de 1951, il est coorganisateur et participant à la reconstruction de l'Académie de médecine de Białystok, ainsi que directeur de la deuxième clinique des maladies infectieuses de l'Académie de médecine de Białystok. Il prend la défense d'une de ses étudiantes, écartée de l'école en 1953 par la Commission disciplinaire pour avoir caché son appartenance à une organisation antihitlérienne[réf. nécessaire]. Pendant les délibérations de la commission, il est le seul à prendre la défense de l'étudiante, grâce à quoi elle peut retrouver son statut d'étudiante de l'université[réf. nécessaire]. De 1957 à 1959, il prend les fonctions de vice-recteur de l'école, puis de 1959 à 1962 il en est le recteur.
Il est écarté de l'école à la suite des événements de mars 1968. Le 22 avril 1968 a lieu une réunion ouverte du parti, pendant laquelle se réunissent tous les travailleurs et étudiants de l'école. Il est démis de ses fonctions selon un document du 23 avril de l'Académie, pour attitude anti-communiste, contre la république populaire de Pologne et l'URSS.
Le 16 octobre 1968, Chlebowski émigre avec sa famille vers Israël. Le 25 janvier 1969, il y meurt dans un accident de voiture.
En 1990, les autorités de l'Académie de médecine de Białystok le réhabilitent.

## Apports scientifiques
Jakub Chlebowski est considéré comme le fondateur de la médecine interne dans la Pologne du nord-est. Il a publié ses travaux surtout en polonais, mais également en français, en anglais et en allemand.
La plus grande partie de ses publications a trait au diabète et à la nutrition. Ses premiers travaux concernent la physiopathologie du diabète sucré, notamment le rôle de l'insuline, mais il s'est aussi intéressé à des aspects de biochimie analytique, comme le dosage des corps cétoniques urinaires. Plus tard, il a exploré la thérapeutique du diabète par les dérivés thiazidiques et les sulfamides. Les aspects diététiques du traitement de cette maladie ont aussi fait l'objet d'articles de sa part.
Du fait de son orientation interniste, il s'est aussi intéressé à d'autres domaines cliniques, en premier lieu la sphère digestive, notamment les pancréatites, mais aussi les maladies thoraciques avec le diagnostic différentiel des cancers bronchiques avec les pneumopathies infectieuses.